# Brilliance of the Seas
O Brilliance of the Seas é um navio transatlântico do tipo Panamax, destinado a cruzeiros operado pela companhia norte-americana Royal Caribbean International.